# Louis Tristán
Louis Tristán (Lima, 1984) es un atleta peruano en las especialidades de salto de longitud y 200 metros planos. 

## Trayectoria
En el 2002 participó en los Juegos Odesur donde obtuvo la medalla de bronce con un salto de 7,31 m. Al año siguiente consiguió el récord nacional juvenil en 200 metros planos marcando 21 segundos, 33 centésimas, en Bridgetown, Barbados.
El 1 de octubre del 2006 logró el récord nacional de salto de longitud en Tunja, Colombia con una marca de 8,09 metros. Participó en los Juegos Olímpicos de Pekín 2008 finalizando en el puesto 32 de la clasificación general tras marcar 7,62 metros.

## Participación internacional
- Juegos Odesur 2002: Medalla de bronce en salto de longitud.
- Sudamericano de Ecuador 2003: Cuarto lugar en 200 metros.
- Campeonato Mundial de Atletismo de 2007: Ronda de clasificación del salto de longitud.
- Gran Prix Sudamericano de Atletismo 2008: Quinto lugar en salto de longitud.
- Juegos Olímpicos de Pekín 2008: Ronda de clasificación del salto de longitud.